# Kreßbach (Tübingen)

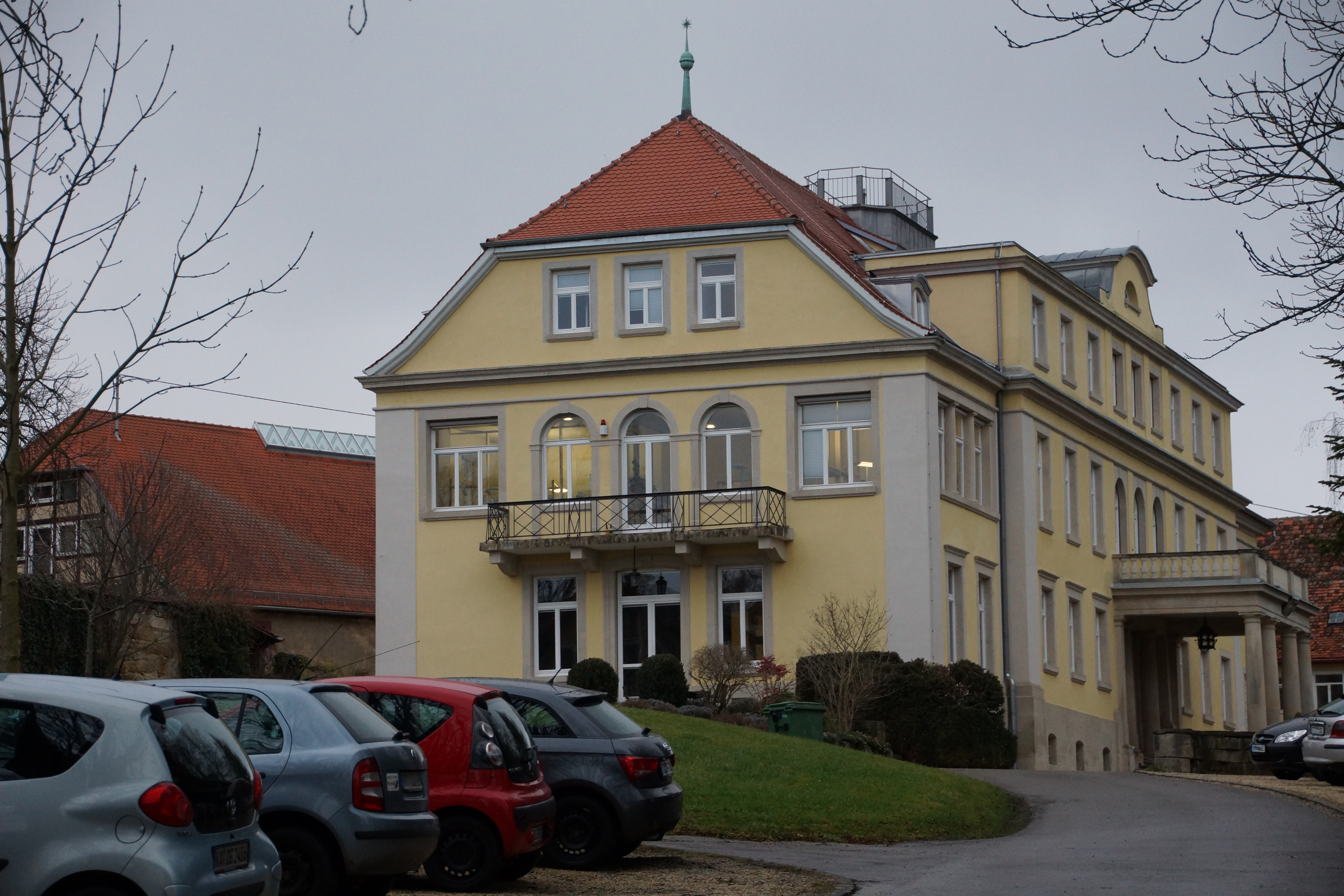
Schloss Kreßbach

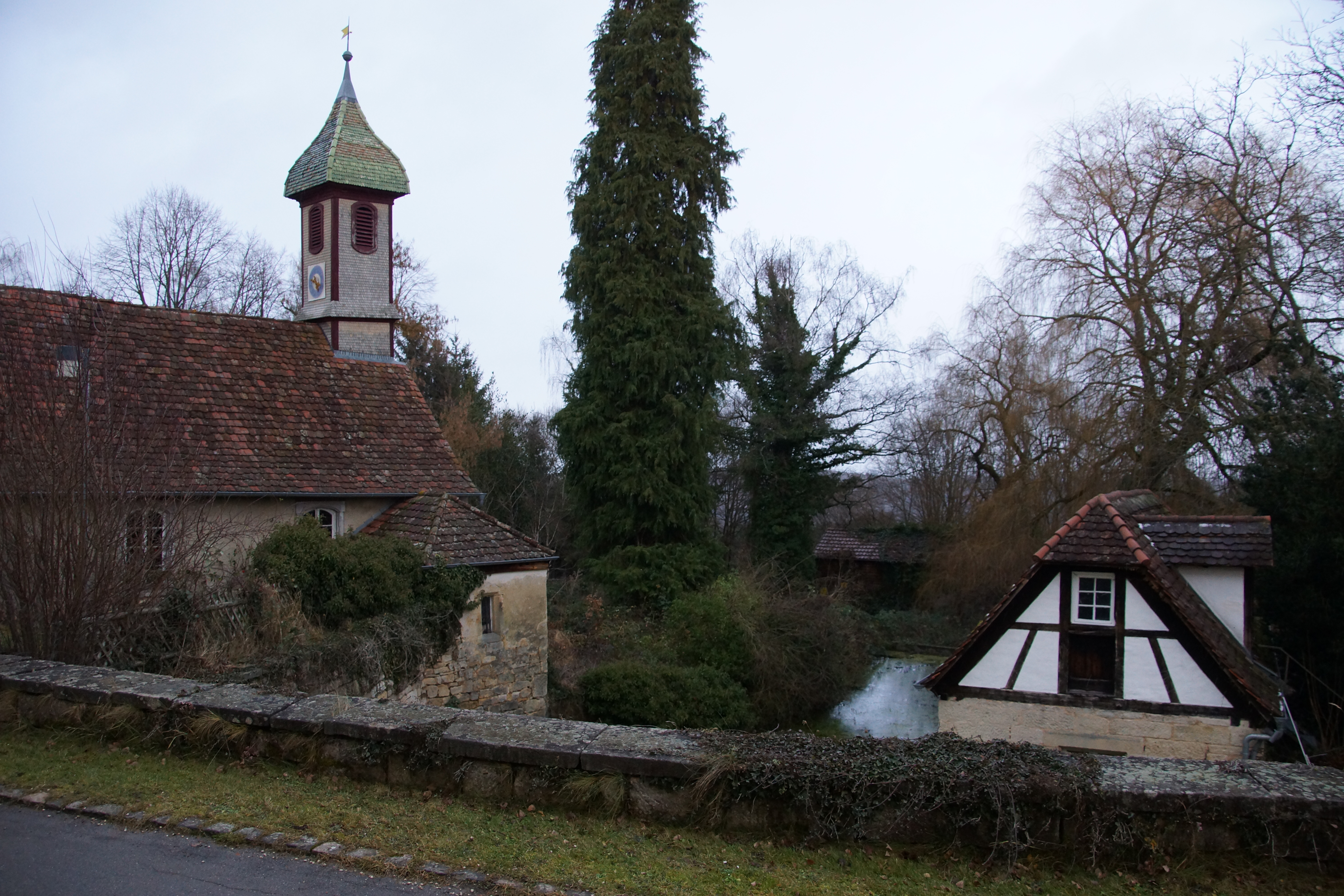
Kapelle beim Schloss Kreßbach

Kreßbach ist ein ehemaliges Dorf bei Tübingen. Heute ist Kreßbach eine zum Tübinger Stadtteil Weilheim gehörige Landhaussiedlung mit etwa 50 Villen am Hang des Steinlachtals unterhalb des Schlosses Kreßbach. Die Siedlung liegt südlich von Tübingen in den nördlichen Ausläufern des Waldgebietes Rammert. 

## Geschichte
Die erste Nennung Kreßbachs erfolgte um 1100. Im 16. Jahrhundert kam das Dorf an die Herren von Ehingen und damit zur Herrschaft Wankheim. Mit dieser gelangte es später an die Herren von St. André, die hier 1766 das Schloss Kreßbach errichteten, welches ihr Herrschaftsmittelpunkt werden sollte. Der Schlossgarten sowie ein Rokokobrunnen aus dieser Zeit sind erhalten. Im 19. Jahrhundert wurde Kreßbach nach Weilheim und zusammen mit ihm 1972 in Tübingen  eingemeindet.
Anfang des 21. Jahrhunderts entstand auf den Wiesen um das Schloss ein Neunloch-Golfplatz des Golfclubs Schloss Kressbach. 2011 wurde mit den Bauarbeiten zu einem 18-Loch Golfplatz auf der Hochebene zwischen dem Schloss und dem Eckhof begonnen, am 30. Mai 2013 wurde er eröffnet.

## Nahverkehr
Kreßbach wird vom Stadtverkehr Tübingen von der Linie 31 bedient.

## Sonstiges
In Kreßbach im Schlossgebäude ist die Zentrale der DKMS angesiedelt.